# Looop
株式会社Looop（ループ、英: Looop Inc.）は、「エネルギーフリー社会の実現」をビジョンに掲げ、再生可能エネルギーのニーズ喚起と普及を目指し、電力小売事業（サービス名：Looopでんき）を主力とするエネルギー関連企業である。

## 概要
東日本大震災に際し被災地に太陽光発電で電気を灯し喜んでいただいた経験を基に、再生可能エネルギーの力を世に広めたいという思いから、2011年（平成23年）4月4日に創業。
2016年に電力小売事業に参入。2022年から、太陽光発電の恵みをユーザーに還元できる市場連動型料金プラン「スマートタイムONE」を提供。
再生可能エネルギー事業では、発電所の販売・保守・開発のほか、系統用/併設型蓄電池事業にも取り組み、すべての事業を通じて、エネルギーマネジメント技術の開発を手掛ける。エネルギーを「つくる・コントロールする・届ける」全プロセスで経験と知見を有する強みを活かし新たな価値創造と、再生可能エネルギーの普及に貢献している。人々がエネルギーを自由に使い、持続的な豊かさを享受できる「エネルギーフリー社会の実現」をビジョンに掲げ、再生可能エネルギーとテクノロジーの力で今までにないエネルギーエクスペリエンスの実現を目指す。

## 事業
再生可能エネルギー事業から電力小売事業、それぞれにまたがるエネルギーマネジメント技術の分野で幅広いリソースを保有。エネルギーを「つくる・コントロールする・届ける」全プロセスでの経験と知見を活かし、Looopならではのソリューションを提供している。

## 沿革
- 2011年
  - 3月 - 東日本大震災で甚大な被害を受けた石巻市･気仙沼市へ赴き複数の施設へ独立型ソーラー発電セットの無償設置を実施
  - 4月 - 株式会社Looop設立
  - 11月 - 山梨県北杜市にて自社発電所の設置開始
  - 12月 - ｢自分で作れるMY発電所キット地上型｣販売開始
- 2012年
  - 8月 - 太陽光発電所遠隔監視装置｢みえるーぷ｣販売開始
- 2014年
  - 7月 - 太陽光発電所の保守サービスを開始
- 2015年
  - 10月 - 経済産業省の小売電気事業者に登録
  - 12月 - 高圧電力小売サービス供給開始
- 2016年
  - 3月 - 低圧電力小売サービス｢Looopでんき｣リリース
  - 5月 - 住宅用太陽光発電システム｢Looop Solar｣リリース
- 2017年
  - 2月 - 日本アルファ電力株式会社を吸収合併
  - 4月 - 蓄電池ソリューション「Looopでんち」販売開始
  - 4月 - 「Looopでんき」北陸・四国エリアへの供給開始（日本全国へ供給※）※沖縄・離島を除く
- 2018年
  - 1月 - 本社を文京区本郷から台東区上野に移転
  - 9月 - 中部電力株式会社と資本業務提携
  - 11月 - 銚子新電力株式会社への共同出資に関する協定締結
- 2019年
  - 6月 - レバノン現地法人設立
  - 10月 - 「Looopでんき+ガス」お申込受付開始
- 2020年
  - 3月 - 東京都台東区に本社サテライト開設
  - 6月 - 合弁会社RLN Energy Co., Ltdをタイに設立
  - 10月 - 株式会社中電Looop Solar設立
- 2021年
  - 10月 - 合弁会社SOL Energy Co.,Ltd.をベトナムに設立
- 2022年
  - 12月 - 「Looopでんき」新料金プラン「スマートタイムONE」提供開始
- 2023年
  - 1月 - Looopでんき新アプリ提供開始（同年１０月グッドデザイン賞受賞）
  - 9月 - 合同会社taMEL、東京都「令和4年度系統用大規模蓄電池導入促進事業」に採択
- 2024年
  - 3月 - ウィンドファーム豊富 運転開始
  - 4月 - 家庭用蓄電システム「SOLABOX」販売開始
  - 9月 - 環境省「デコ活」推進事業として昼の余剰電力需要創出に向けた実証を開始